# Pierre de Rémi
Pierre de Rémi (ou de Rémy), né à une date inconnue et mort exécuté le 25 avril 1328 à Paris, fut le trésorier des rois de France Louis X le Hutin et Charles IV le Bel.

## Biographie

### Début de carrière
Issu d'une famille pauvre Pierre de Rémi apparait en 1314 comme maître d'hôtel et de la Chambre des deniers de Louis de Navarre, fils aîné du roi Philippe IV le Bel.
Lorsque Louis monte sur le trône sous le nom de Louis X, il garde ses fonctions jusqu'au 9 janvier 1316, date à laquelle il est nommé Trésorier de France. Il ne conserve toutefois pas longtemps cet honneur puisqu'à la mort de Louis X, qui survient cinq mois plus tard, il est destitué par le régent Philippe de Poitiers.

### Trésorier de Charles IV
Écarté du pouvoir sous Philippe V, Rémi se lie au frère du roi le comte de La Marche, qui en fait son trésorier. Lorsque son protecteur monte sur le trône sous le nom de Charles IV, il retrouve tout son pouvoir. Le 8 janvier 1322, soit quelques jours à peine après son avènement, Charles IV le réintègre dans ses fonctions de Trésorier de France.
Rémy acquiert bientôt un grand pouvoir et profite des largesse du roi. Il reçoit par exemple en 1323 la seigneurie de Montigny-Lencoup, un domaine en Agenais ainsi que d'autres terres importantes. En novembre 1325, il est anobli et est désormais « sieur de Montigny ».
Il épouse en deuxièmes noces Blanche Chauchat, fille d'un panetier de Philippe le Bel et membre d'une famille de banquiers de Clermont au service de la royauté. Il ne manque également pas de placer ses fils au sein de l'administration royale : Jean Rémi est ainsi receveur de Champagne en 1322 puis trésorier de la guerre de Guyenne de 1324.
Tout au long du règne de Charles IV, Rémi accumule une fortune considérable bien que difficile à évaluer précisément, mais dont on peut avoir un aperçu dans les Journaux du Trésor de Philippe VI. Outre sa seigneurie et ses nombreuses terres il possède ainsi des maisons à Paris, des rentes sur le Trésor et un grand nombre de biens meubles : tapisseries, bijoux, étoffes, etc.
Sur le plan financier, Rémi doit faire face à partir de 1325 à l'altération du Trésor royal. Celui-ci a été très entamé par la guerre de 1325 et pour sortir du marasme la royauté recourt aux expédients financiers habituels, c'est-à-dire la dévaluation de la monnaie. Cette crise touche durement les populations des villes, et beaucoup s'offusquent de la richesse du Trésorier.

### Procès et exécution
La mort de Charles IV le 1er février 1328 marque la chute de Rémi. Le nouveau dirigeant du royaume, Philippe de Valois (qui n'est encore que régent avant de prendre la couronne quelques semaines plus tard), le fait arrêter pour concussion, en fait sans doute pour offrir un bouc-émissaire à l'opinion publique mécontente. Après enquête, il est convaincu d'avoir détourné d'importantes sommes d'argent et donc d'avoir volé le roi. Torturé, il avoue finalement sa culpabilité. Il comparaît devant le Parlement de Paris et est condamné à mort.
Malgré les supplications de la reine Jeanne d'Évreux, veuve de Charles IV, Philippe de Valois, devenu entre-temps Philippe VI, refuse sa grâce. Rémi est pendu au gibet de Montfaucon le 25 avril 1328.
Ses biens meubles sont alors répartis entre les membres de l'entourage de Philippe VI. Ses immeubles et ses domaines servent à éponger les dettes du roi et à gratifier son entourage, comme le prince Jean. En revanche sa famille peut hériter de ses droits et de quelques-unes de ses propriétés.

## Sources
- Jules Viard, Philippe VI de Valois. Début du règne (février-juillet 1328), Bibliothèque de l'école des chartes, 1934.
- Marcellin Boudet, Étude sur les sociétés marchandes et financières au Moyen Âge. Les Gayte et les Chauchat, Paris, Champion, 1915.